# جاك سعادة
جاك سعادة (بالفرنسية: Jacques Saadé)‏ (7 فبراير 1937 - 24 يونيو 2018)، رجل أعمال فرنسي لبناني، كان رئيس مجلس إدارة مجموعة "سي إم أيه-سي جي إم"، وهي شركة فرنسية لنقل الحاويات والشحن، وهي ثالث أكبر شركة في العالم في هذا المجال.

## سيرته الشخصية
ولد جاك سعادة في 7 فبراير 1937 في بيروت بلبنان، لعائلة سورية هاجرت من اللاذقية إلى لبنان عام 1937م خلال فترة الاحتلال الفرنسي لكل من سوريا ولبنان، تخرج في كلية لندن للاقتصاد في عام 1957، وتولى مشاريع العائلة بعد وفاة والده، حيث كان والده يدير شركات في سوريا تنتج التبغ، وبذور القطن، وزيت الزيتون، والمثلجات، وغيرها من المشاريع. تدّرب جاك في نيويورك للتعرف على مجال الشحن بعد تخرجه، وهو المكان الذي اكتُشف فيه الحاوية التي استخدمها الجيش الأمريكي خلال حرب فيتنام. ثم انتقل إلى مرسيليا في 1978 بعد الحرب الأهلية اللبنانية، وأنشأ هناك شركته الجديدة مع شقيقه جوني في 13 سبتمبر من نفس العام، وقامت الشركة في البداية بتشغيل خدمات بين مرسيليا وبيروت وسوريا. يقول جاك سعادة: «أردت البحر، مرسيليا جميلة والبحر بها يُشبه إلى حد كبير شواطئ بيروت.» ثم حدث توتر عائلي بين جاك وشقيقه جوني، وبعد النزاعات العائلية تولى جاك قيادة الشركة بمفرده.
في عام 1983، اتخذ جاك قراراً بتوسيع نشاط الشركة والشحن عن طريق عبور قناة السويس، ومدد خطوط الشركة إلى ميناء قابوس في خليج عمان، وكان جاك يحاول توسيع نشاط الشركة ليصل إلى «الشرق الأقصى» للفوز بميزة تنافسية على شركات الطيران الأخرى. وفي عام 1986 قرر تمديد خطوط الشحن التابعة لهيئة السوق المالية لتشمل آسيا (بما في ذلك اليابان)، وسافر إلى الصين في عام 1992 لافتتاح أول مكتب إقليمي في شنغهاي، وعهد بإدارة تطوير الشركة في آسيا إلى جون وانغ، الأستاذ في جامعة شنغهاي البحرية، وفي عام 2006 استحوذت شركته على العديد من الشركات وأصبحت ثالث أكبر مجموعة شحن في العالم، وتم إجراء ثلاث عمليات استحواذ إضافية في عام 2007 لشركات صينية وأمريكية. وفي ذروة الأزمة المالية في عام 2009 تأثرت صناعة الشحن بشدة، وألح عليه أبناؤه أن يبيع الشركة، لكنه رفض، وكان مقتنعًا بأن قطاع نقل الحاويات سوف يتحسن.
وفي عام 2011 بنى مقر المجموعة في مرسيليا؛ وهو برج سي إم أيه-سي جي إم الذي صممته زها حديد، ويصل ارتفاعه إلى 147 مترًا ومكون من 33 طابقًا، ويعمل في هذا المقر 2400 موظف. وفي يونيو 2013، التقى برئيس الجمهورية الفرنسية فرانسوا هولاند الذي افتتح أحد مشاريع الشركة الجديدة،  كما التقى به مرة أخرى في عام 2015 لافتتاح مشروع آخر للشركة في ميناء لو هافر. في عام 2017 تولى ابنه رودولف سعادة إدارة الشركة، وتوفي جاك في 24 يونيو 2018.